# Zodarion luzonicum
Zodarion luzonicum är en spindelart som beskrevs av Simon 1893. Zodarion luzonicum ingår i släktet Zodarion och familjen Zodariidae.
Artens utbredningsområde är Filippinerna. Inga underarter finns listade i Catalogue of Life.